# Закон Мэтью Шепарда и Джеймса Берда-младшего

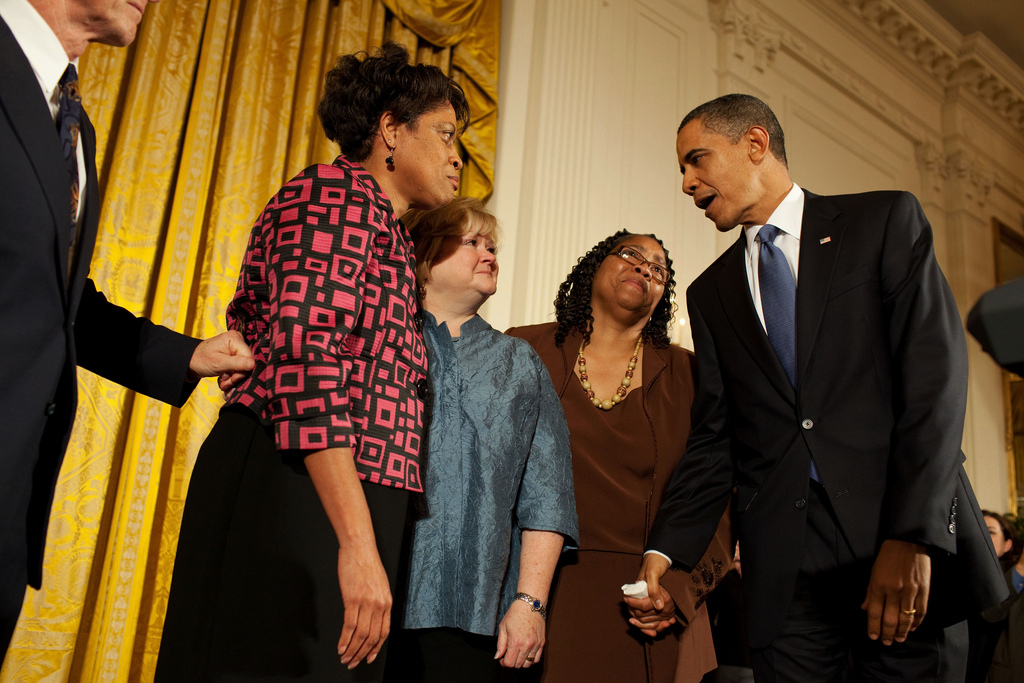
Президент Обама приветствует Лувон Хэрис (слева), Бетти Берд Боутнер (справа), обеих сестер Джеймса Берда-младшего, и Джуди Шепард на приеме по случаю вступления в силу закона

Закон Мэтью Шепарда и Джеймса Берда-младшего о предотвращении преступлений на почве ненависти — закон, принятый Конгрессом США 22 октября 2009 г. и подписанный президентом Бараком Обамой 28 октября 2009 г. в качестве дополнения к Закону о расходах на национальную оборону на 2010 (HR 2647). Задуманная как ответ на убийства Мэтью Шепарда и Джеймса Берда-младшего в 1998 году, эта мера расширяет федеральный закон США 1969 года о преступлениях на почве ненависти, чтобы включить в него преступления, мотивированные фактическим или предполагаемым полом жертвы, сексуальной ориентацией, гендерной идентичностью, или инвалидностью.
Закон также предусматривает:
- Исключение в случае преступлений на почве ненависти, связанных с расой, цветом кожи, религией или национальным происхождением жертвы, необходимого условия, состоящего в виде необходимости наличия у жертвы занятия деятельностью, охраняемой государством, например голосованием или посещением школы;
- Предоставление федеральным властям больше возможностей участвовать в расследованиях преступлений на почве ненависти, которые местные власти предпочитают не проводить;
- Предоставление 5 миллионов долларов в год на финансирование с 2010 по 2012, чтобы помочь государственным и местным учреждениям оплачивать расследования и преследование преступлений на почве ненависти;
- Требование, согласно которому Федеральное бюро расследований (ФБР) должно отслеживать статистику преступлений на почве ненависти на основании пола и гендерной идентичности (статистика для других групп уже отслеживалась)[3]

## Происхождение
Закон назван в честь Мэтью Шепарда и Джеймса Берда-младшего. Шепард был студентом, которого пытали и убили в 1998 году недалеко от Ларами, штат Вайоминг. О нападении широко сообщалось из-за того, что он был геем, и в суде использовалась защита от паники из-за геев. Берд был афроамериканцем-инвалидом, которого трое сторонников превосходства белых привязали привязали цепью за ноги к пикапу и тащили по проселочной дороге три мили, а затем обезглавили в Джаспере, штат Техас, в 1998 году. Убийцы Шепарда были приговорены к пожизненному заключению — в значительной степени потому, что его родители искали пощады для его убийц. Двое убийц Берда были приговорены к смертной казни и казнены в 2011 и 2019 годах соответственно, а третий был приговорен к пожизненному заключению. Все обвинительные приговоры были вынесены без помощи законов о преступлениях на почве ненависти, поскольку в то время ни один из них не применялся.
Убийства и последующие судебные процессы привлекли внимание страны и международного сообщества к желанию внести поправки в законодательство США о преступлениях на почве ненависти как на уровне штата, так и на федеральном уровне. В то время законы Вайоминга о преступлениях на почве ненависти не признавали гомосексуалов классом подозреваемых, а в Техасе вообще не было законов о преступлениях на почве ненависти.
Сторонники расширения законов о преступлениях на почве ненависти утверждали, что преступления на почве ненависти хуже обычных преступлений без предвзятой мотивации с психологической точки зрения. Время, необходимое для психологического восстановления после преступления на почве ненависти, почти в два раза больше, чем для обычного преступления, и ЛГБТ-люди часто чувствуют, что их наказывают за свою сексуальность, что приводит к более высокому уровню депрессии, беспокойству и посттравматическому синдрому. Они также процитировали реакцию на убийство Шепарда многих ЛГБТ-людей, особенно молодежи, которые сообщили, что они начинают скрывать свою ориентацию, опасаясь за свою безопасность, испытывая сильное чувство ненависти к себе и расстроенные тем, что то же самое может случиться с ними из-за их сексуальной ориентации.

## Предпосылки
Федеральный закон 1969 года о преступлениях на почве ненависти распространяется на преступления, мотивированные фактической или предполагаемой расой, цветом кожи, религией или национальным происхождением, и только тогда, когда жертва участвует в деятельности, охраняемой государством, например идет голосовать или в школу. Наказания, предусмотренные как действующим законодательством, так и LLEHCPA (Законом о предотвращении преступлений на почве ненависти местными правоохранительными органами, первоначально называвшимся «Законом о повышении эффективности местных правоохранительных органов»), за преступления на почве ненависти с применением огнестрельного оружия предусматривают тюремное заключение сроком до 10 лет, а преступления, связанные с похищением людей, в том числе включающих сексуальное насилие или убийство может привести к пожизненному тюремному заключению. В 1990 году Конгресс принял Закон о статистике преступлений на почве ненависти, который позволил правительству подсчитывать количество преступлений на почве ненависти на основе религии, расы, национального происхождения и сексуальной ориентации. Однако в конце законопроекта было добавлено предложение, в котором говорилось, что федеральные средства не должны использоваться для «поощрения или поощрения гомосексуальности».
Согласно статистике ФБР, из более чем 113 000 преступлений на почве ненависти с 1991 года 55 % были мотивированы расовой предвзятостью, 17 % — религиозной предвзятостью, 14 % предубеждением сексуальной ориентации, 14 % предубеждением по этническому признаку и 1 % предубеждением по инвалидности.
Хотя и не обязательно в том же масштабе, что и убийство Мэтью Шепарда, случаи насилия в отношении геев и лесбиянок происходят часто. Геи и лесбиянки часто подвергаются словесным оскорблениям, физическим и сексуальным нападениям и угрозам не только со стороны сверстников и незнакомцев, но и со стороны членов семьи. Одно исследование с участием 192 геев в возрасте 14-21 лет показало, что примерно 1/3 сообщила о словесных оскорблениях со стороны по крайней мере одного члена семьи, когда они сообщили о своей сексуальной ориентации, а еще 10 % сообщили о физическом нападении. Молодые геи и лесбиянки особенно подвержены преследованию. Общенациональное исследование с участием более 9000 школьников-геев показало, что 24 % геев и 11 % лесбиянок сообщили, что подвергались преследованиям как минимум десять раз в год из-за своей сексуальной ориентации. Жертвы часто испытывают тяжелую депрессию, чувство беспомощности, заниженную самооценку и частые мысли о самоубийстве. Молодые геи в два-четыре раза чаще подвергаются угрозе в школе и пропускают больше дней в школе, чем их гетеросексуальные сверстники. Кроме того, они в два-семь раз чаще пытаются покончить жизнь самоубийством. Некоторые считают, что эти проблемы, социальная стигма вокруг гомосексуальности и страх нападения на почве предубеждений приводят к тому, что геи, особенно подростки, становятся более склонными злоупотреблять наркотиками, такими как марихуана, кокаин и алкоголь, вступать в незащищенный секс с несколькими сексуальными партнерами, оказываются в нежелательных сексуальных ситуациях, страдают нарушениями образа тела и питания, а также подвергаются более высокому риску заражения ЗППП и ВИЧ/СПИДа.
Закон был поддержан 31 генеральным прокурором штата и более 210 национальными правоохранительными, профессиональными, образовательными, гражданскими, религиозными и гражданскими организациями, включая AFL-CIO, Американскую медицинскую ассоциацию, Американскую психологическую ассоциацию и NAACP. Опрос, проведенный в ноябре 2001 г., показал, что 73 % американцев поддерживают закон о преступлениях на почве ненависти, касающийся сексуальной ориентации.
LLEHCPA вводился в практически одинаковой форме в каждом Конгрессе после 105-го Конгресса в 1999 году. Законопроект 2007 года расширил более ранние версии, включив положения о трансгендерах и четко указав, что закон не должен толковаться как ограничение свободы слова или ассоциации людей.

## Применение данного закона
В мае 2011 года мужчина из Арканзаса был признан виновным в соответствии с Законом после того, как сбил с дороги автомобиль с пятью латиноамериканцами. В результате он стал первым человеком, осужденным по этому закону. Второй человек, участвовавший в том же инциденте, позже был осужден в соответствии с законом; его апелляция на приговор была отклонена 6 августа 2012 года.
В августе 2011 года один мужчина в Нью-Мексико был признан виновным в нанесении свастики на руку инвалида по происхождению навахо. Второй мужчина был признан виновным в сговоре с целью совершения федерального преступления на почве ненависти. Двое мужчин были обвинены в клеймении жертвы, вырезании свастики на его голове и написании на его теле слова «сила белых» и аббревиатуры «KKK». Третий мужчина в июне 2011 года был признан виновным в сговоре с целью совершения федерального преступления на почве ненависти. Всем троим было предъявлено обвинение по этому закону в декабре 2010 года.
15 марта 2012 года полиция штата Кентукки помогла ФБР арестовать Дэвида Дженкинса, Энтони Дженкинса, Мейбл Дженкинс и Алексис Дженкинс из Партриджа, штат Кентукки, за избиение Кевина Пеннингтона во время ночного нападения в апреле 2011 года в Государственном парке, недалеко от Камберленда. Толчок исходил от группы по защите прав геев Kentucky Equality Federation, президент которой Джордан Палмер в августе 2011 года начала лоббировать прокурора США по Восточному округу Кентукки, чтобы привлечь к ответственности подозреваемых после того, как заявила, что не доверяет прокурору Содружества округа Харлан.
В 2016 году Министерство юстиции впервые применило закон для возбуждения уголовного дела против человека за выбор жертвы на основании его гендерной идентичности. В этом случае Джошуа Брэндон Валлум был признан виновным в убийстве Мерседес Уильямсон в 2015 году из-за того, что она была трансгендеркой, в нарушение Закона. В 2017 году он был «приговорен к 49 годам тюремного заключения и оштрафован на 20 000 долларов за убийство своей бывшей девушки из-за того, что она была трансгендерной женщиной». Министерство юстиции сообщило, что «это первое дело, возбужденное в рамках Управления по предотвращению преступлений на почве ненависти. Акт с участием жертвы, ставшей объектом преследования из-за гендерной идентичности».

## Судебные отводы
Конституционность закона была оспорена в иске 2010 года, поданном Юридическим центром Томаса Мора; иск был отклонен.
Уильям Хэтч, который был признан виновным в преступлении на почве ненависти в деле Нью-Мексико, также оспорил закон по конституционным основаниям. Апелляционный суд десятого округа рассмотрел дело (США против Хэтча) и оставил приговор в силе 3 июня 2013 г..